# Alice SOS
Alice SOS (яп. アリスSOS Арису СОС, Алиса SOS) — аниме-сериал, созданный студией J.C.Staff, режиссёр Синго Канэко, автор оригинала Рё Накахара. Впервые транслировался по каналу NHK с 6 апреля 1998 года по 28 января 1999 года. Всего было выпущено 28 серий. Сериал транслировался как часть детской и образовательной программы Tensai Terebikun MAX.

## Сюжет
Такаси очень любит читать книги со сказками, особенно обожает «Алису в Стране чудес». Однажды он покупает подержанную книгу. Когда Такаси открывает её, то внезапно из книги появляется божество математики — «М-1» и рассказывает, что некая Алиса была похищена. Главный герой вместе со своими друзьями одноклассниками отправляется страну чудес, чтобы спасти Алису. Там ему предстоит пройти опасные и увлекательные приключения и естественно найти новых друзей.

## Список персонажей
Такаси Сагано (яп. 嵯峨野タカシ)
Сэйю — Мотоко Кумаи
Ученик старших классов и главный герой сериала. Обожает сказку Алиса в Стране чудес. Отправился по просьбе М-1 в Страну чудес. Такаси не очень сильный, но зато у него храброе и доброе сердце.
Хироми Сугита (яп. 杉田ひろみ)
Сэйю — Аяко Сирайси
Соседка и одноклассница Такаси, нечаянно узнаёт, что Такаси отправляется в страну чудес, и отправляется за ним. Очень вредная и импульсивная, но сильно беспокоится за Такаси, потому что он часто рискует.
Тосио Кадзуми (яп. 和美トシオ)
Сэйю — Кёсэй Цукуи
Лучший друг Такаси, обожает девушек. Он долгое время помогал Такаси решать задачи по математике, когда тот просил его о помощи. Он последовал за главным героем в страну чудес, в отличие от Такаси у Тосио нет особых физических навыков, и он часто находится в уязвимом положении.
Юкари Асикава (яп. 芦川ゆかり)
Сэйю — Харуна Икэдзава
Знакомая Такаси. Когда она злится, то начинает грубо говорить. Несмотря на это, она очень умная и находит решения во всех проблемах. Она также следует за Такаси в страну чудес.
M-1
Сэйю — Дзюмпэй Такигути
Божество математики, он попросил Такаси спасти Алису. Он появляется в мире чудес 3 раза, чтобы помочь главным героям, но его магия иногда не срабатывает.
Намэкудзи-нэко (яп. なめくじネコ)
Сэйю — Томохиро Нисимура
Намэкудзи-нэко необычное существо, которое похоже на кошку. Но его тело похоже на тело слизняка. Он следует за Такаси и выполняет роль гида. Но в сложные и опасные ситуации всегда убегает.
Нисимура-кун (яп. 西村くん)
Сэйю — Хидэюки Умэдзу
Нисимура-кун необычное существо, имеет женский голос. Точно не известно, является ли он другом Такаси, или нет. Так как он может давать хорошие и плохие советы.
Эйитиро Сёно (яп. 翔野鋭一朗)
Сёно — одноклассник Такаси. У него нет друзей. Становится одержимым дьяволом и похищает Алису. Он жирный, но когда становится красивым будучи одержимым дьяволом.